# 若杉遥
若杉遥（日语：／ Wakasugi Haruka，1995年8月23日—），日本女子盲人门球运动员。她曾代表日本参加2012年、2016年和2020年夏季残疾人奥林匹克运动会盲人门球比赛，获得一枚金牌和一枚铜牌。